# Elephas celebensis
Elephas celebensis (также Stegoloxodon celebensis или карликовый слон Сулавеси) — вымерший вид слонов, относившийся к азиатским слонам.

## Ареал
С раннего плиоцена по поздний плейстоцен обитал на островах Ява и Сулавеси, но точный ареал не установлен из-за недостатка ископаемых останков и не вполне ясной таксономии вида. Яванская популяция известна по всего одному найденному моляру, при этом в 2014 году исследователям стало известно, что в центральной Яве, в местности Тигал обитал и другой карликовый слон — Stegodon semedoensis.

## Описание
Животное было примерно в два раза меньше мамонта, причём их сходство привело в конце 1940-х годов к путанице, когда останки карликовых слонов учёные относили к не достигшим взрослого возраста мамонтам. Различия между ними были замечены и признаны лишь позднее. Карликовый слон имел бивни, причём некоторые особи кроме верхних обладали ещё и функциональными нижними.

## История изучения
Вид был описан в 1949 году, однако научная дискуссия о его месте в общей классификации и взаимоотношениях с различными таксонами продолжалась в течение ещё более чем полувека. Посвящённые карликовым слонам Сулавеси работы появлялись в 1960-х и 1970-х годах, затем в 1980-х и 1990-х годах международная экспедиция смогла обнаружить дополнительные ископаемые останки этих животных. Синонимичность Stegoloxodon celebensis и Elephas celebensis была показана в 2008 году.